# Ordem de cavalaria

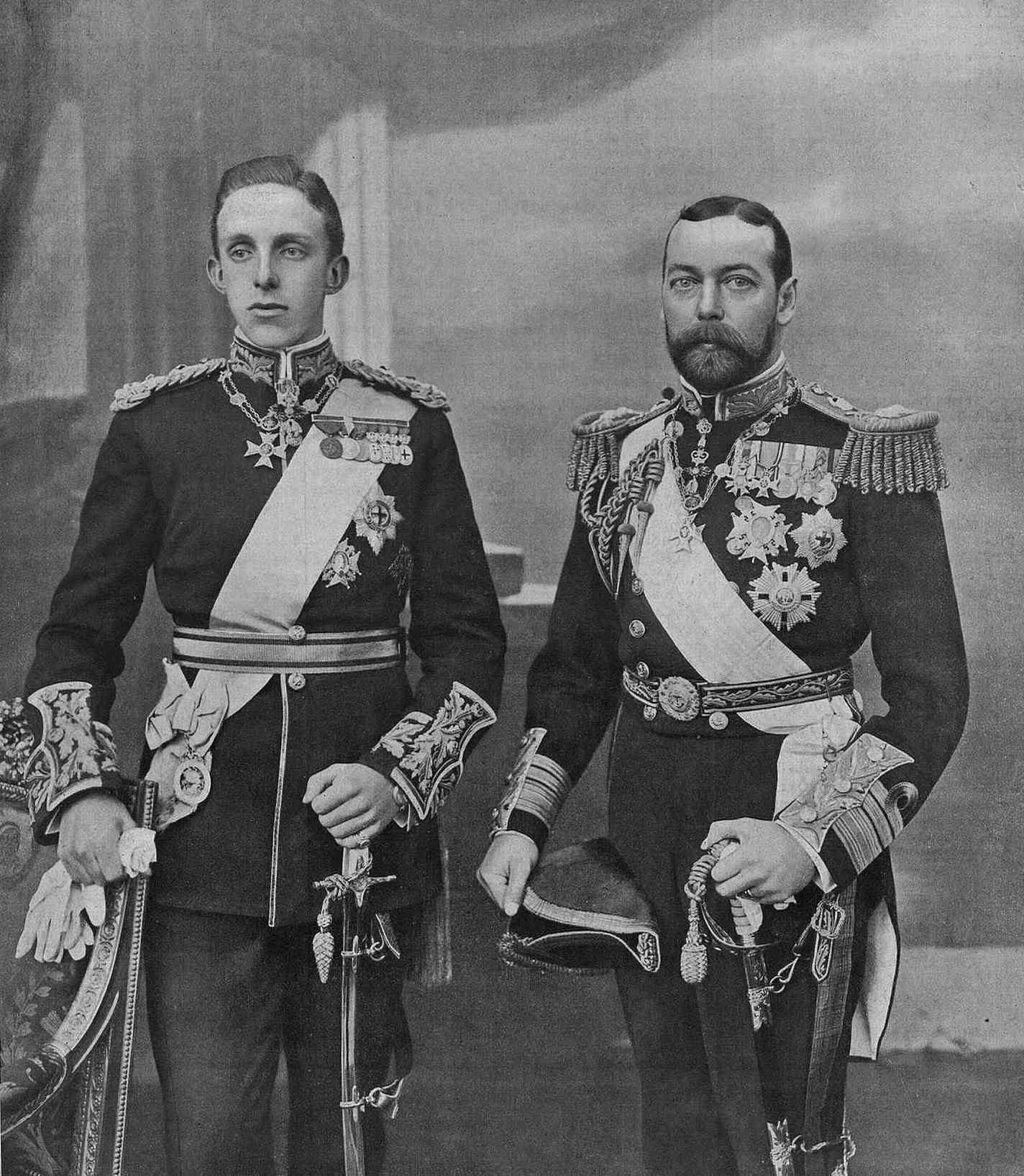
Afonso XIII de Espanha (à esquerda) com seu primo Jorge de Iorque (à direita) durante sua visita de Estado ao Reino Unido, em 1905. Afonso enverga o uniforme de um general do Exército Britânico, o Real Colar Vitoriano, a faixa e a estrela da Jarreteira, a grã-cruz da Ordem de Carlos III e as insígnias do Tosão de Ouro e das quatro ordens militares espanholas. Jorge, então Príncipe de Gales ostenta a insígnia do Tosão de Ouro, a faixa e a grã-cruz da Ordem de Carlos III, o Real Colar Vitoriano e as estrelas da Jarreteira e da Ordem de São Miguel e São Jorge.

Uma ordem de cavalaria ou ordem equestre é uma ordem de cavaleiros normalmente fundada durante ou inspirada nas originais ordens militares católicas das Cruzadas (cerca de 1099-1291), emparelhada com conceitos medievais de ideais de cavalaria.
Essas ordens muitas vezes mantinham a noção de ser uma confraria, sociedade ou outra associação de membros, no entanto, algumas delas eram, em última instância, puramente honoríficas, consistindo em uma condecoração de medalha. Na verdade, essas próprias decorações muitas vezes passaram a ser conhecidas informalmente como ordens. Essas instituições, por sua vez, deram origem às ordens de mérito modernas de Estados soberanos.

## Ordens de Cavalarias
Algumas dessas ordens são:
- 1147 - Ordem Equestre e Militar de São Miguel da Ala (Portugal)
- 1246 - Ordem dos Cavaleiros da Concórdia (Castela, Espanha)
- 1348 - Ordem da Jarreteira (Inglaterra)
- 1348 - Ordem do Tosão de Ouro (Borgonha)
- 1459 - Ordem da Torre e Espada (Portugal)
- 1687 - Ordem do Cardo-selvagem (Escócia)
- 1806 - Ordem Militar de Maximiliano José (Baviera Alemanha)
- 1815 - Ordem Militar de Guilherme (Países Baixos)
- 1818 - Ordem de Nossa Senhora da Conceição de Vila Viçosa (Portugal)
- 2010 - Ordem Real do Leāo de Godenu (Godenu em Gana)

Ordens tipicamente dos cruzados:
- Ordem dos Templários (Europa)
- Ordem Teutônica (Europa)
- Ordem Equestre do Santo Sepulcro de Jerusalém (Europa)
- Ordem Soberana e Militar de Malta (Europa)